# Griechische Marine
Die griechische Marine (griechisch Πολεμικό Ναυτικό Polemikó Naftikó, wörtlich „Kriegsflotte“), in monarchischen Zeiten Königliche Marine (griechisch Βασιλικόν Ναυτικόν Vasilikón Naftikón) genannt, ist eine Teilstreitkraft der griechischen Streitkräfte mit 21.000 Mann aktivem Personal und 30.000 Reservisten. Die Marine unterhält zwei Haupt- und mehrere Hilfsstützpunkte.

## Geschichte
Die griechische Marine gibt es seit den Unabhängigkeitskriegen gegen die Türken im Jahr 1821, und sie bestand zum Zeitpunkt der Errichtung primär aus Schiffen der Handelsflotte ägäischer Inseln.

## Auftrag
Die griechische Marine hat eine besondere Verantwortung beim Schutz Griechenlands und seiner Bürger, die sich aus der maritimen Abhängigkeit Griechenlands ergibt. Die internationale Konfliktverhütung und Krisenbewältigung stehen ebenfalls im Aufgabenspektrum der Marine an vorderster Stelle.

## Die Kriegsmarine heute
Die griechische Marine besteht heute aus etwa 100 maritimen Einheiten, die in Kampfeinheiten und Unterstützungseinheiten unterteilt sind, sowie aus Hubschraubern zur Unterseeboot-Bekämpfung und elektronischen Kampfführung. Dabei betreibt die Marine eine Lockheed P-3B als Seefernaufklärer, sieben Bell 212 und elf Black Hawk Hubschrauber der Version S-70 und MH-60R, wobei 7 weitere Maschinen geplant sind. Eine Reihe von Antischiffsflugkörpern sind auf dem Festland stationiert und ebenfalls der Marine unterstellt. Die Hauptstützpunkte der Marine befinden sich auf der Insel Salamis und in Souda auf der Insel Kreta. Die Kriegsmarine unterhält eine eigene Sondereinheit (OYK-Kampfschwimmer), die nach dem Prinzip der amerikanischen SEALS aufgebaut ist.
Für die weitere Modernisierung der Kriegsmarine ist unter anderem die Beschaffung mehrerer AAW-Schiffe, weiterer Flugzeuge zur maritimen Überwachung sowie eines Rettungsschiffs für U-Boote und eines LPD-Schiff geplant. Ende 2021 gab das französische Verteidigungsministerium und der griechische Ministerpräsident bekannt, dass die beiden Staaten einen Rüstungsdeal unterschrieben haben. So sollen in den Jahren 2024 bis 2026 drei Fregatten der Amiral-Ronarc’h-Klasse an Griechenland geliefert werden.

## Organisationsstruktur

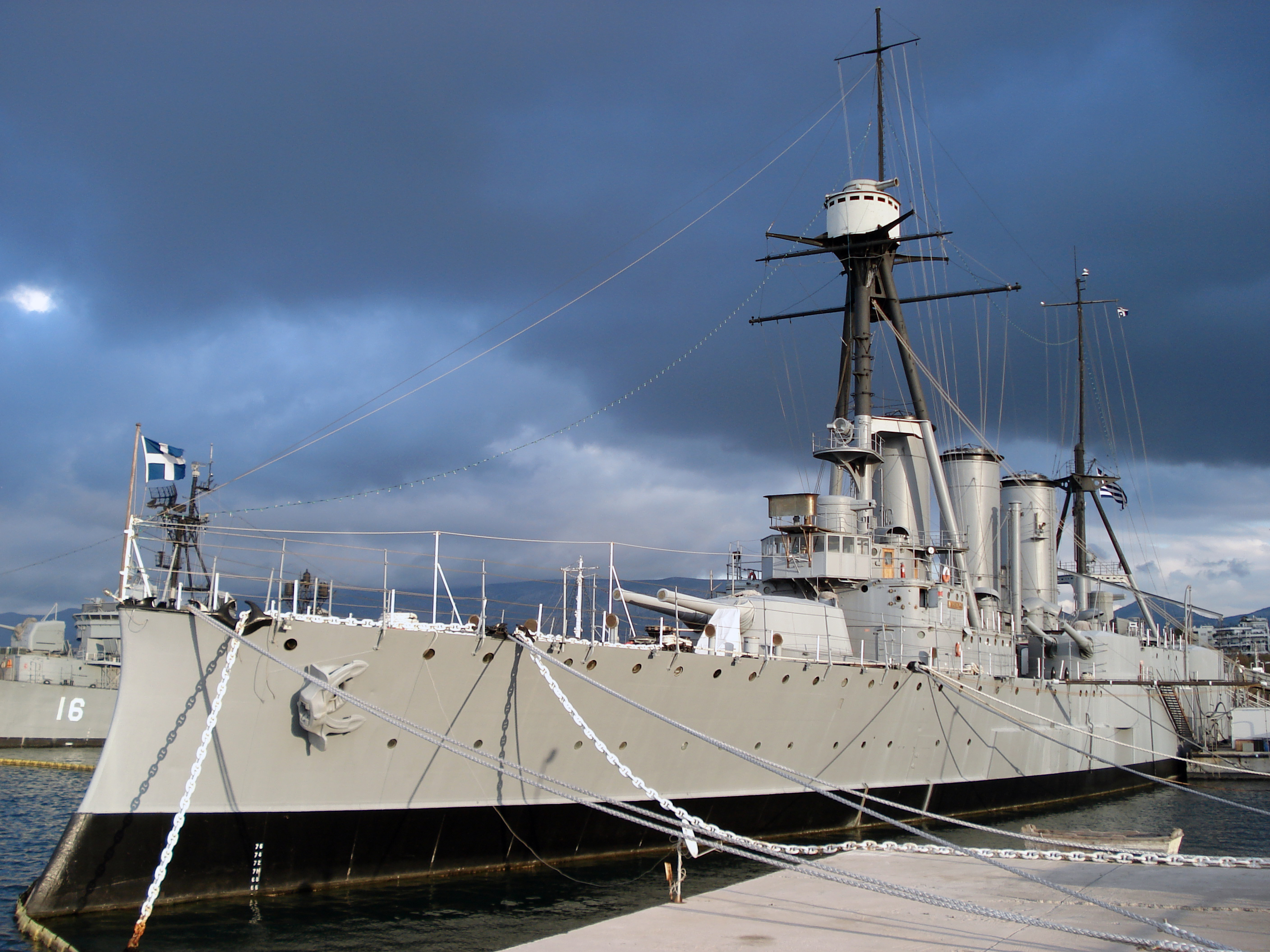
Kreuzer Georgios Averoff, Flaggschiff der griechischen Marine in den Balkankriegen, heute musealisiert

### Kommandostruktur der griechischen Kriegsmarine
Die dienstliche Führung der Kriegsmarine obliegt dem Generalstabschef (gr. Αρχηγός του Γενικού Επιτελείου Ναυτικού, kurz Α/ΓΕΝ) der Kriegsmarine in Athen.
- Generalstab der Nationalen Verteidigung, in Athen
- Generalstab der Kriegsmarine, in Athen
  - Hauptquartier der Flotte, in Salamis
    - Marinestab Ägäis, in Piräus
    - Marinestab Ionien, in Patras
    - Marinestab Nord-Griechenland, in Thessaloniki

  - Ausbildungsstab, in Skaramagas
  - Hauptkommando Logistik, in Athen
    - Marinestützpunkt Souda
    - Marinestützpunkt Salamis

### Hauptquartier der Flotte
- Fregattenkommando, in Salamis
- Korvettenkommando, in Salamis
- Schnellbootkommando, in Salamis
- Unterseebootkommando, in Salamis
- Landungsbootkommando, in Salamis
- Kampfschwimmerkommando, in Skaramagas
- Marinefliegerkommando, in Eleusis
  - 353. Seeaufklärungsstaffel der griechischen Luftwaffe mit P-3B (der Marine-Einsatzleitung unterstellt) in Eleusis
  - 1. Marinehubschrauberstaffel, ausgerüstet mit AB-212 in Marathon-Kotroni
  - 2. Marinehubschrauberstaffel, ausgerüstet mit S-70B-6 in Marathon-Kotroni
  - Marinefliegerschule, ausgerüstet mit verschiedenen Luftfahrzeugtypen in Marathon-Kotroni

### Küstenwache
Die griechische Küstenwache (griechisch Λιμενικό Σώμα Limenikó Sṓma) ist in Friedenszeiten der zivilen Kontrolle des Ministeriums für Handelsschifffahrt unterstellt. Im Kriegsfall steht sie unter dem Kommando des Verteidigungsministeriums. Die Küstenwache wurde 1919 vom damaligen Ministerpräsidenten Eleftherios Venizelos gegründet.

## Ausrüstung

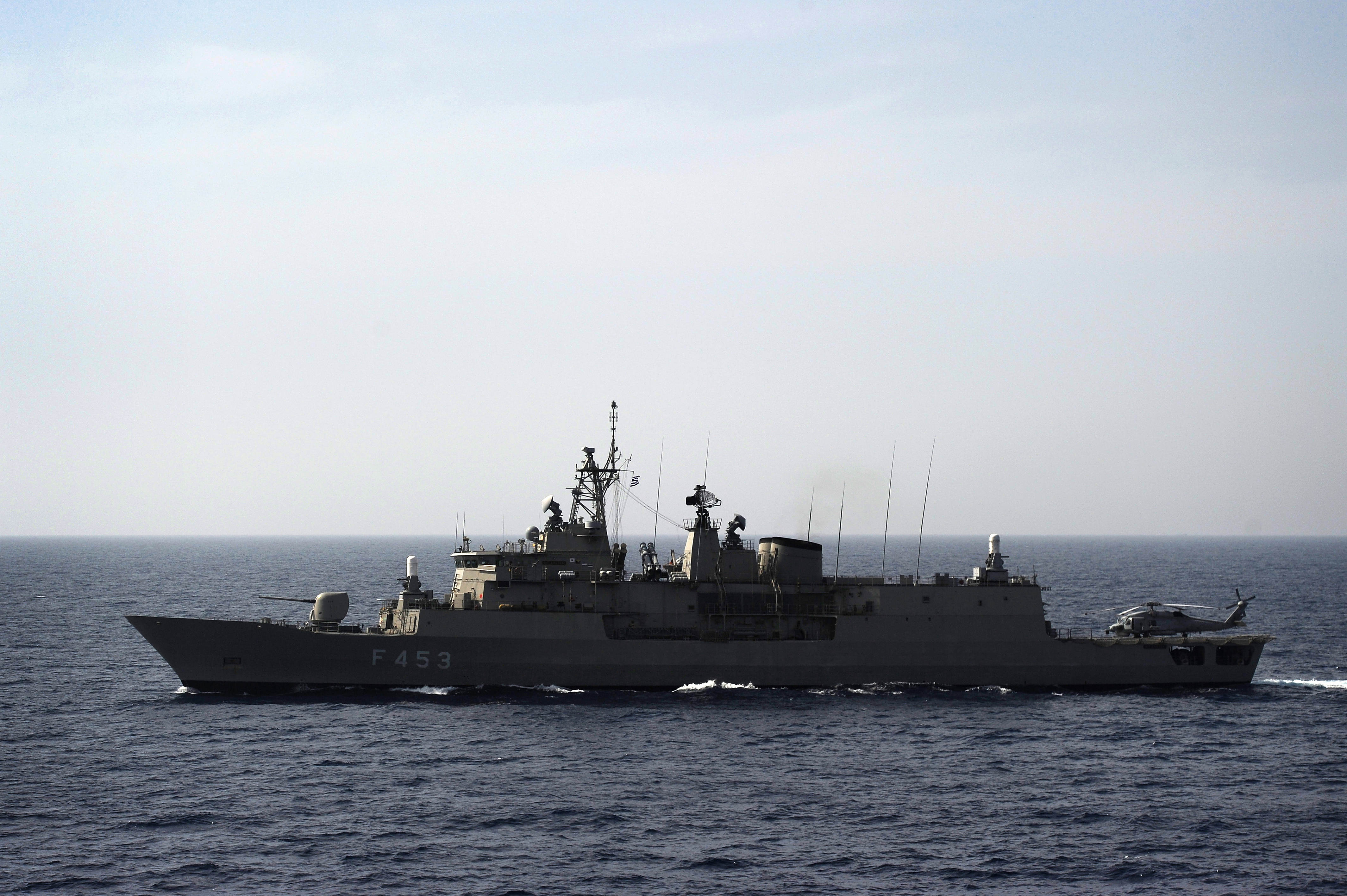
Fregatte der Hadra-Klasse

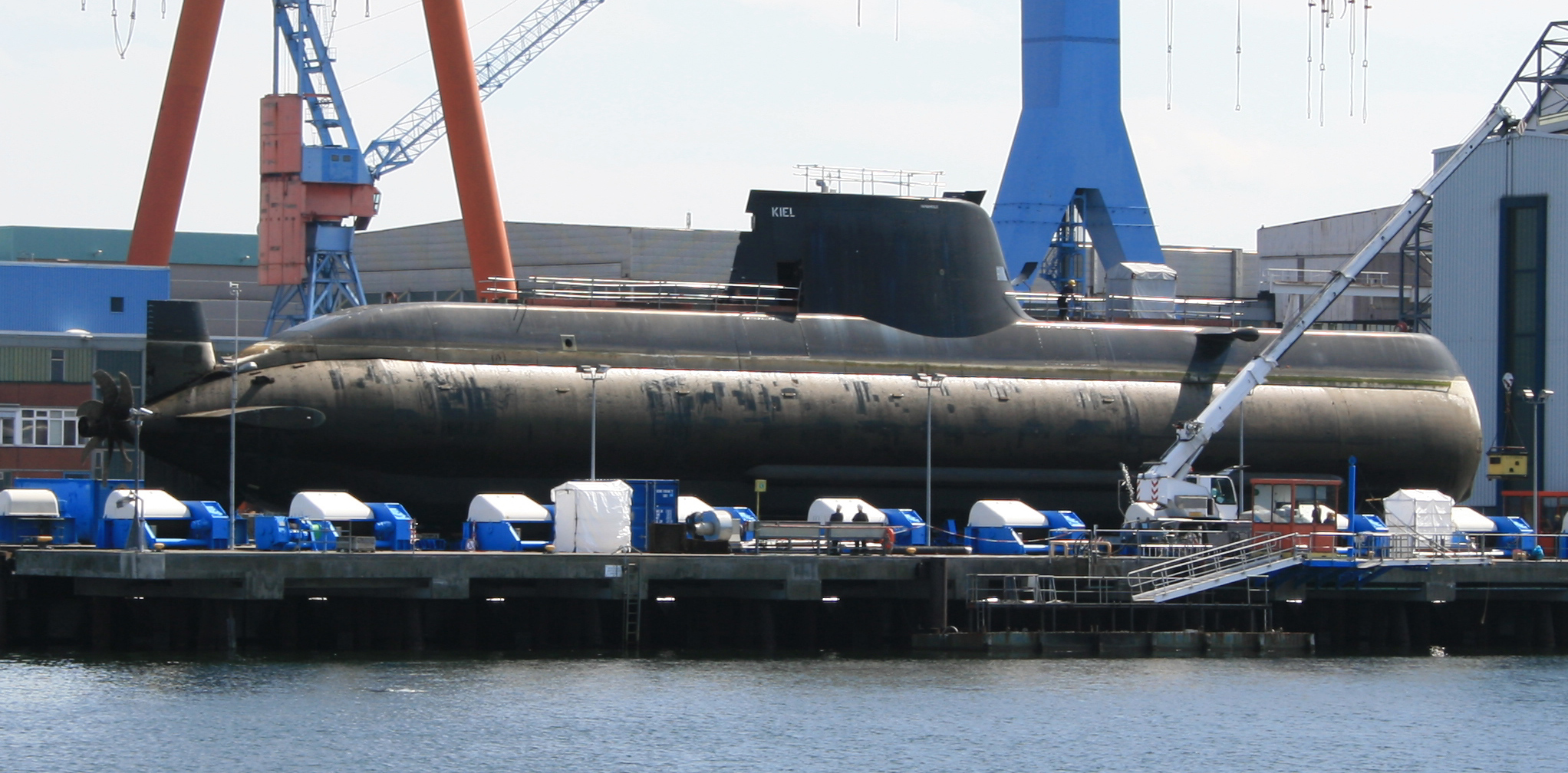
Boot der Papanikolis-Klasse in der Bauwerft

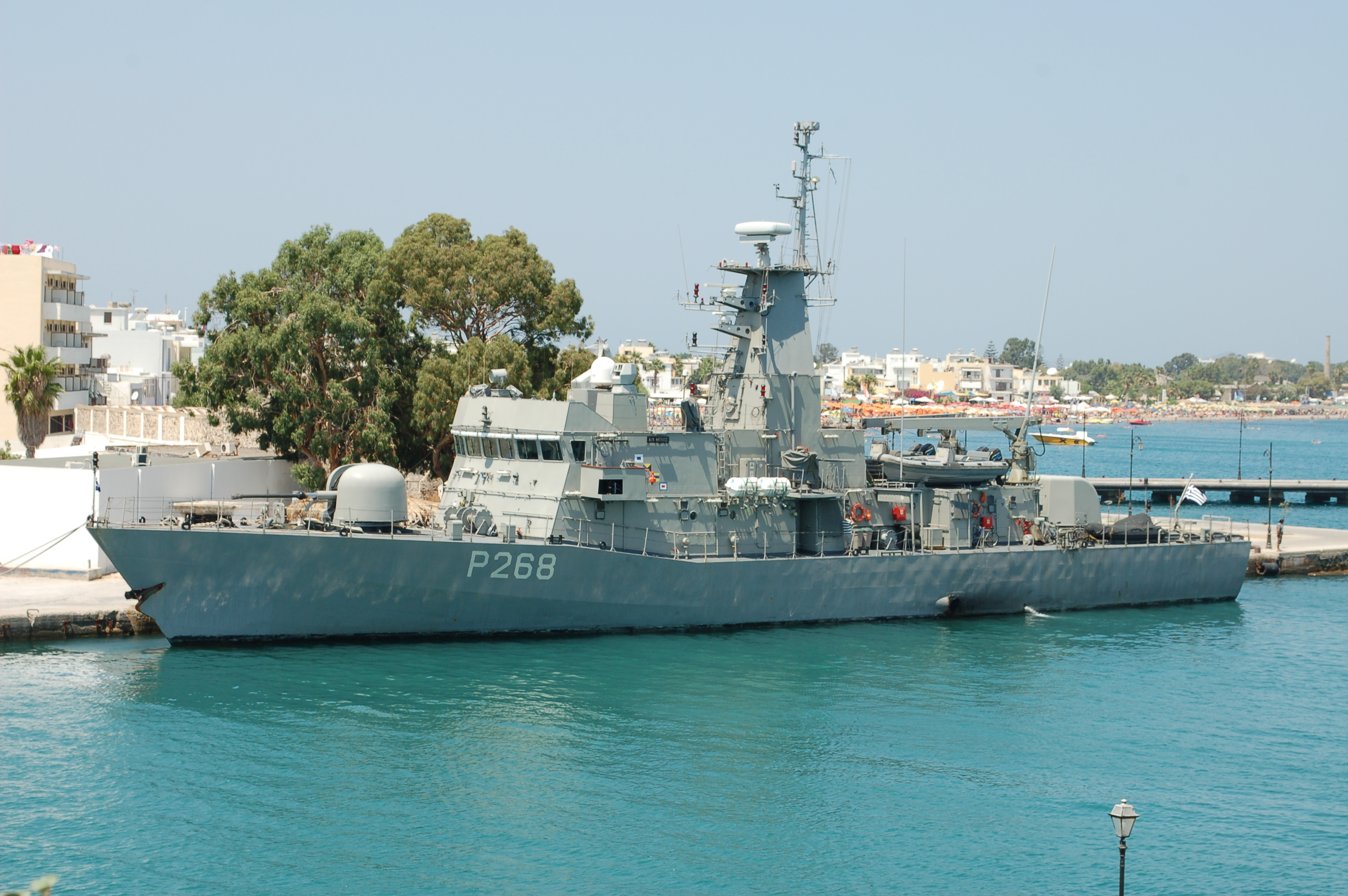
Patrouillenboot der Machitis-Klasse

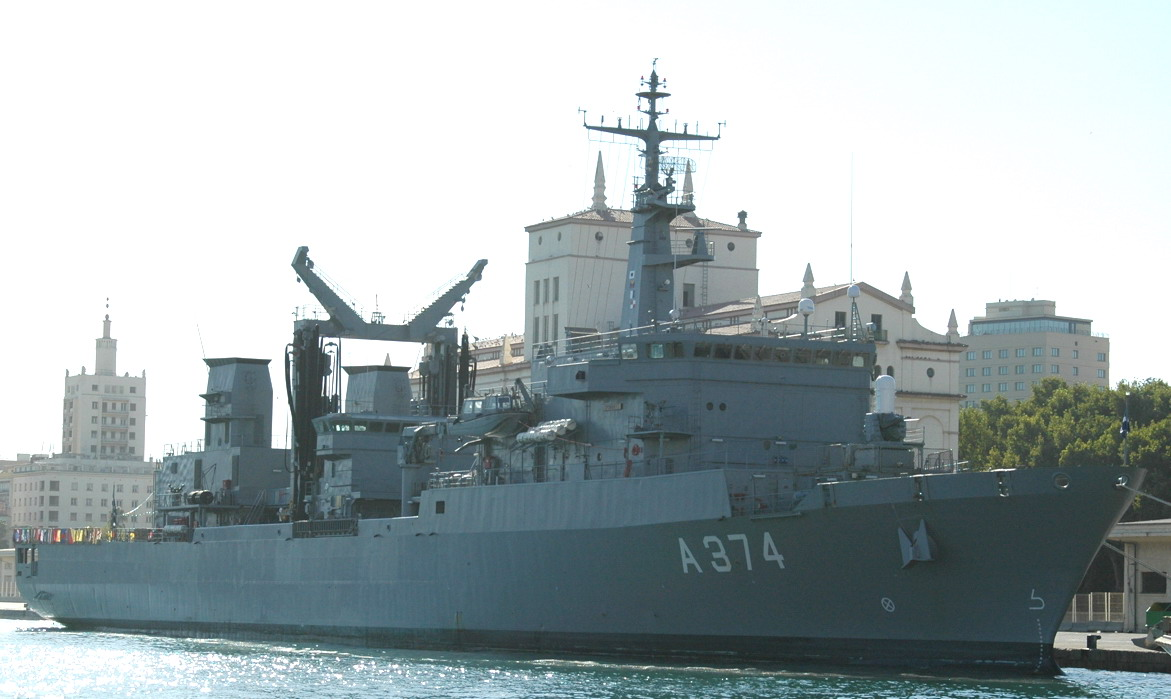
Versorgungsschiff Prometheus der Etna-Klasse

### Fregatten
- 10 Schiffe der Elli-Klasse
- 4 Schiffe der Hydra-Klasse
- 0 Schiffe der Kimon-Klasse (3 Einheiten im Bau bzw. bestellt)

### U-Boote
- 2 Boote der Glavkos-Klasse
- 3 Boote der Poseidon-Klasse
- 1 Boote der Okeanos-Klasse
- 4 Boote der Papanikolis-Klasse

### Schnellboote
- 7 Boote der Roussen-Klasse
- 5 Boote der Kavaloudis-Klasse
- 4 Boote der Laskos-Klasse
- 3 Boote der Votsis-Klasse

### Patrouillenboote
- 4 Boote der Machitis-Klasse (Osprey HSY-56A-Klasse)
- 2 Boote der HSY-55-Klasse
- 2 Boote der Osprey-55-Klasse
- 2 Boote der Asheville-Klasse
- 4 Boote der Island-Klasse
- 4 Boote der Tjeld-Klasse
- 2 Boote der Esterel-Klasse

### Minenabwehrfahrzeuge
- 2 Boote der Osprey-Klasse
- 2 Boote der Hunt-Klasse

### Unterstützungseinheiten
- 1 Versorgungsschiff der Etna-Klasse
- 2 Versorgungsschiffe der Lüneburg-Klasse
- 4 Öltanker der Zeus-Klasse
- 6 Wassertanker der Kerkini-Klasse

### Amphibische Einheiten
- 5 Panzerlandungsschiffe der Jason-Klasse
- 4 Luftkissenlandungsboote der Pomornik-Klasse
- 45 Landungsboote verschiedener Typen

### Luftfahrzeuge
Die griechischen Marineflieger betreiben 18 Hubschrauber (Stand Ende 2023).
| Luftfahrzeuge            | Bild         | Herkunft                    | Verwendung            | Version       | Aktiv        | Bestellt     | Anmerkungen                              |
| Hubschrauber             | Hubschrauber | Hubschrauber                | Hubschrauber          | Hubschrauber  | Hubschrauber | Hubschrauber | Hubschrauber                             |
| ------------------------ | ------------ | --------------------------- | --------------------- | ------------- | ------------ | ------------ | ---------------------------------------- |
| Bell 212                 |              | Vereinigte Staaten/ Italien | U-Jagdhubschrauber    | AB 212ASW     | 7            |              | Werden durch sieben neue MR-60R ersetzt. |
| Sikorsky UH-60           |              | Vereinigte Staaten          | Mehrzweckhubschrauber | S-70B-6MR-60R | 110          | 07           |                                          |
| Unbemannte Luftfahrzeuge |              |                             |                       |               |              |              |                                          |
| Alpha 900                |              | Vereinigte Staaten/ Spanien | Aufklärungsdrohne     |               | 5            |              |                                          |